# Aux couleurs de l'arc-en-ciel
Pour plus de détails, voir Fiche technique et Distribution.
Aux couleurs de l'arc-en-ciel (Der Zauber des Regenbogens) est un téléfilm allemand réalisé par Dagmar Darek et diffusé en 2007.

## Fiche technique
- Titre original : Der Zauber des Regenbogens
- Scénario : Martina Brand
- Durée : 90 minutes
- Pays :  Allemagne

## Distribution
- Sandra Speichert : Lea Winter
- Erol Sander : Brian O'Casey
- Pierre Besson : Klaus Arnheim
- Bruno Apitz : James
- Marisa Leonie Bach : Lucy
- Kristina Bangert : Cathy Jordan
- Bernhard Bettermann : Sven Osterwald
- Nicole R. Beutler : Rebecca
- Torsten Buchsteiner : Kai
- Teresa Harder : Gynécologue de Lea
- Tina Haseney : Lisa
- Lina Hennig : Anna
- Frank Kessler : Tom
- Peter Raffalt : Docteur Callaghan
- Jule Ronstedt : Britta
- Adrian Wahlen : Patrick O'Casey
- Arien Weber : Casper